# Сесил, Роберт, 1-й граф Солсбери
Роберт Сесил (англ. Robert Cecil; 1 июня 1563, Вестминстер, Лондон — 24 мая 1612, Марлборо, Уилтшир) — английский государственный деятель, 1-й граф Солсбери, министр королевы Елизаветы I и короля Якова I. Занимал пост лорда-хранителя малой печати, лорда-казначея, член Тайного совета Великобритании, кавалер ордена Подвязки.

## Биография
Роберт Сесил был вторым сыном Уильяма Сесила, 1-го барона Бёрли, и его супруги, Милдред Кук. С детства Роберт страдал физическими недостатками, был хром и горбат. Отец его, министр и казначей королевы Елизаветы I, уже с ранних лет готовил сына к придворной карьере. В 1580 году Роберт поступает на обучение в адвокатскую коллегию Грейс-Инн, с июля 1581 он обучается в Кембриджском университете, в 1583—1584 годах живёт в Париже, где посещает занятия в Сорбонне. После возвращения в Англию в 1584 году избирается в парламент от Вестминстера (в 1586 — повторно). В 1591 году он назначается королевой членом Коронного совета, став самым молодым его членом. 5 июля 1596 года он становится государственным секретарём (secretary of state).
Серьёзным соперником Роберта Сесила при дворе Елизаветы был её фаворит Роберт Деверё, 2-й граф Эссекс. Однако после неудачной военной экспедиции в Ирландию, которую граф Эссекс возглавлял, он впал в немилость у королевы и 1 октября 1599 года был заключён под домашний арест. 8 февраля 1601 года Эссекс во главе верных ему 200—300 дворян попытался возмутить лондонское население против королевы, однако был схвачен и заключён в Тауэр. 9 февраля в Вестминстере начался судебный процесс над ним по обвинению в государственной измене. Выгораживая себя, Эссекс обвинил Роберта Сесила в тайных планах поддержки наследницы испанского престола Изабеллы Клары Евгении и в поддержке католической партии в стране. Слышавший эти показания Сесил, вначале скрывавшийся за занавесью, вышел и потребовал у своего врага веских доказательств сказанному. Однако названный как источник информации его дядя, сэр Уильям Нолли, вызванный в зал суда, полностью подтвердил невиновность Роберта Сесила. Граф Эссекс был приговорён к смерти и 25 февраля 1601 года казнён.
После смерти своего политического противника графа Эссекса Роберт Сесил вступает в тайную переписку с шотландским королём Яковом VI, наследником Елизаветы I, с тем чтобы обеспечить бесконфликтную передачу власти в стране в случае смерти королевы. Когда в 1603 году Яков становится королём Англии, он за оказанные услуги жалует Роберта Сесила титулом барона Эссиндена, в 1604 — виконта Кранборна, в 1605 — графа Солсбери. В ноябре 1605 Сесил раскрыл заговор Гая Фокса, предполагавшего взорвать короля на открытии сессии парламента.
Одной из главных забот Роберта Сесила как министра короля Якова было упорядочение финансовой политики. Заключённый по его настоянию в 1604 году мир с Испанией позволил активизировать морскую торговлю, особенно средиземноморскую, что в свою очередь значительно увеличило доходы от таможен. В 1608 году он становится лордом-казначеем и, ввиду критического состояния государственных финансов, вызванного войной в Ирландии, пытается найти побочные, внепарламентские источники финансирования государственной деятельности. В 1610 году он обращается к парламенту с проектом реформирования финансового законодательства, согласно которому отменялись некоторые феодальные права и привилегии в обмен на выплату определённой ежегодной суммы для короля — но этот законопроект был парламентом провален. В то же время в адрес самого Сесила раздавались многочисленные обвинения (и небезосновательно) в стяжательстве за счёт государственной казны и в неуплате налогов.
Скончался в монастыре св. Маргариты от рака.

## Семья
31 августа 1589 года Роберт Сесил женился на Элизабет Брук (1 января 1562 — 24 января 1596), дочери Уильяма Брука, 10-го барона Кобема, и Фрэнсис Ньютон. У супругов было двое детей:
- Уильям Сесил, 2-й граф Солсбери (28 марта 1591 — 3 декабря 1668);
- Фрэнсис Сесил (1593 — 14 февраля 1644), муж с 1610 года Генри Клиффорд, 5-й граф Камберленд (1591/1592 — 1643).

## В кино
- «Заговор против короны» / Gunpowder, Treason & Plot (2004; Великобритания), режиссёр Гиллис Маккиннон, в роли Роберта Тим Макиннерни;
- «Королева-девственница» / The Virgin Queen (2005; Великобритания), режиссёр Коки Гедройц, в роли Роберта Дэниел Эванс;
- «Елизавета I» / Elizabeth I (2005; Великобритания-США), режиссёр Том Хупер, в роли Роберта Тоби Джонс;
- «Аноним» / Anonymous (2011; Великобритания, Германия, США), режиссёр Роланд Эммерих, в роли Роберта Исайя Михальски (в детстве), Эдвард Хогг (в молодости);
- «Порох» / Gunpowder (2017; Великобритания исторический мини-сериал, созданный Ронаном Беннетом, Китом Харингтоном и Дэниелом Уэстом), в роли Роберта Марк Гэтисс.